# Little Johnny Jet
Little Johnny Jet é um curta-metragem estadunidense da Metro Goldwyn Mayer, de 1953, dirigido por Tex Avery. Foi indicado ao Oscar de melhor curta de animação.

## Prêmios e indicações
Oscar 1953
1. Melhor curta-metragem de animação (indicado)[1]